# ماغوالا گئورگوا
ماغوالا گئورگوا (ارمنی: Մաղվալա Գեուրկովա؛ انگلیسی: Maghavala Gurkova؛ زادهٔ ۵ دسامبر ۱۹۴۲ - درگذشته ۲۰۱۹) مترجم اهل ارمنستان بود.

## زندگی‌نامه
وی با نام اصلی ماغوالا ساهاکیان (ارمنی: Մաղվալա Սահակյան) در ۵ دسامبر در تفلیس به دنیا آمد و از دانشگاه دولتی تفلیس فارغ‌التحصیل گشت. وی عضو اتحادیه نویسندگان ارمنستان و اتحادیه نویسندگان ارمنستان می‌باشد.  وی در ۲۰۱۹ در سن ۷۷ سالگی در ایروان درگذشت.